# Cumbia Ninja
Cumbia Ninja ist eine von 2013 bis 2015 von Fox (eigentl.: Fox Latinoamerica) produzierte Kolumbianische Fernsehserie.

## Handlung
Das Stadtviertel La Colina bleibt weitestgehend von der Bandenkriminalität, die die umliegenden Bezirke plagt, verschont. Dies haben die Bewohner ihrem geschätzten Anführer und Beschützer Chico zu verdanken. Dieser kämpft ständig gegen den Drogenverkauf und gegen jene Gangs, die dieses Geschäft betreiben.
Als dieser jedoch ermordet wird, soll sein Bruder Hace diese Aufgabe übernehmen. Hace hält jedoch wenig davon und pflegt lieber seine große Leidenschaft für Musik. Zum Erstaunen vieler schaffen Hace und seine Freunde es, mithilfe ihrer Songs den Frieden in La Colina zu bewahren. Er wird zudem von Meister Xiang Wu beschützt. Dieser lebt in einem nahegelegenen Haus in Chinesischem Baustil. Sungaku, ein Jahrtausende alter Drache schläft in einer Art Pyramide in La Colina. Dieser wird durch Haces Musik wieder aus dem Schlaf geweckt.

## Besetzung
| Rolle          | Darsteller       |
| -------------- | ---------------- |
| Hace           | Ricardo Abarca   |
| Juana Carbajal | Brenda Asnicar   |
| Karate Kid     | Sebastián Rendón |
| Tumba          | Julio Nava       |
| Tumiko MeShima | Víctor Jiménez   |
| Carmenza       | Ruddy Rodríguez  |
| Salmón         | Manuel Sarmiento |
| Willy          | Christian Meier  |
| León Carbajal  | Rubén Zamora     |
| Ítalo          | Albi de Abreu    |
| Jéssica        | Natalia Reyes    |
| Aurelia        | Kristina Lilley  |